# ITF Wheelchair Circuit gennaio-marzo 2013
L'ITF Wheelchair Circuit 2013 sono una serie di tornei di tennis per giocatori diversamente abili gestita dall'ITF.

## Gennaio
| Settimana | Torneo                         | Categoria          | Nazione     | Vincitore Sing. Maschile | Vincitori Doppio Maschile    | Vincitore Sing. Femminile | Vincitori Doppio Femminile     | Quad Singolare | Quad Doppio   |
| --------- | ------------------------------ | ------------------ | ----------- | ------------------------ | ---------------------------- | ------------------------- | ------------------------------ | -------------- | ------------- |
| 2 - 5     | Queensland Open 2013           | ITF 2 Series       | Australia   | Martin Legner            | Martin Legner Adam Kellerman | Sabine Ellerbrock         | Sabine Ellerbrock Ju-Yeon Park | Non disputato  | Non disputato |
| 6 - 9     | Adelaide Open 2013             | ITF 2 Series       | Australia   | Gordon Reid              | Martin Legner Gordon Reid    | Sabine Ellerbrock         | Non disputato                  | Non disputato  | Non disputato |
| 11 - 15   | Apia International Sydney 2013 | ITF Super Series   | Australia   | Shingo Kunieda           | Stephane Houdet Ronald Vink  | Jiske Griffioen           | Jiske Griffioen Aniek Van Koot | Non disputato  | Non disputato |
| 17 - 20   | Melbourne Open 2013            | ITF 2 Series       | Australia   |                          |                              |                           |                                |                |               |
| 23 - 26   | Australian Open 2013           | ITF Grand Slam     | Australia   |                          |                              |                           |                                |                |               |
| 24 - 27   | Cruyff Foundation Open 2013    | ITF Junior Series  | Francia     |                          |                              |                           |                                |                |               |
| 25 - 27   | Southern California Open 2013  | ITF Futures Series | Stati Uniti |                          |                              |                           |                                |                |               |